# Lophozosterops superciliaris
El anteojitos cejiamarillo (Lophozosterops superciliaris) es una especie de ave paseriforme de la familia Zosteropidae endémica de las islas menores de la Sonda, en Indonesia.

## Distribución geográfica yhábitat
Se encuentra únicamente en los bosques de los montes de las islas Sumbawa y Flores, en el archipiélago de las islas menores de la Sonda.

## Subespecies
Se reconocen las siguientes:
- L. s. hartertianus (Rensch, 1928): Sumbawa.
- L. s. superciliaris (Hartert, 1897): Flores.